# Steve Bannon
Stephen Kevin "Steve" Bannon (sinh năm 1954 tại Norfolk, Virginia) là một nhà báo Mỹ, nhà làm phim (chính trị) và nhà tư vấn. Vào ngày 13 tháng 11 năm 2016 ngay sau khi Donald Trump chiến thắng cuộc Bầu cử tổng thống Hoa Kỳ, 2016, ông được chỉ định cố vấn cho Tổng thống và do đó chiến lược gia trưởng và cố vấn cấp cao nhất cho Tổng thống mới đắc cử.

## Tiểu sử
Bannon lấy bằng cử nhân tại Virginia Tech vào năm 1976, sau đó tại Đại học Georgetown, lấy bằng thạc sĩ về Nghiên cứu An ninh Quốc gia. Năm 1983, ông nhận được một M.B.A. Harvard Business School. Ông là một sĩ quan hải quân trên tàu khu trục USS Paul F. Foster và sau đó làm việc cho ngân hàng đầu tư Goldman Sachs tại bộ phận Sáp nhập & Mua lại. Năm 1990, ông thành lập với các đồng nghiệp khác từ Goldman Sachs, một công ty đầu tư cho các phương tiện truyền thông, Bannon & Co. Họ thương lượng bán Castle Rock Entertainment cho Ted Turner và nhận được cổ phiếu của một số chương trình truyền hình bao gồm Seinfeld. 1998 công ty được bán cho Société Générale. Ngay cả trong thời gian làm Giám đốc điều hành của Bannon 1993 ông trở thành Quyền Giám đốc của Biosphere 2 cho đến năm 1995. Sau khi bán công ty của mình, ông đã trở thành nhà sản xuất tại Hollywood. Trong số những thứ khác, ông đã tham gia vào cuốn phim Titus, với diễn viên Anthony Hopkins. Ông đã trở thành một đối tác của Jeff Kwatinetz trong công ty sản xuất các sản phẩm truyền thông The Firm, Inc. Năm 2004, ông làm một phim tài liệu về Ronald Reagan, qua đó ông có dịp tiếp xúc với các đại diện truyền thông cánh hữu bảo thủ Andrew Breitbart và Peter Schweizer.
Tháng 6 năm 2020, ông cùng tỷ phú Trung Quốc Quách Văn Quý thành lập Nhà nước Liên bang Trung Quốc mới. Việc thành lập nhà nước này diễn ra trùng với dịp kỷ niệm Sự kiện Thiên An Môn, và mang mục tiêu lật đổ chính phủ Trung Quốc.